# Basilica di Santa Trofimena
La basilica di Santa Trofimena è il principale monumento religioso di Minori. Con le sue peculiarità artistiche e costruttive, questa basilica contribuisce a valorizzare ulteriormente il settore che riguarda l'architettura sacra del secolo XVIII in costiera amalfitana.

## Storia
L'importanza della chiesa di Minori è dovuta alla presenza delle reliquie di santa Trofimena, giovanetta martire di Patti in Sicilia di cui si occupano le cronache medievali e vari scritti del nostro tempo. Le sacre ossa furono rinvenute sulla spiaggia, come vuole la tradizione, circa nei secoli VII o VIII e depositate in un tempietto non lontano dal lido all'uopo costruito. Nel 987 Minori diventò sede vescovile e fu eretta una cattedrale al centro dell'area urbana.
Alle soglie del XVIII secolo il deperimento architettonico della cattedrale convinse la popolazione ad abbattere completamente l'edificio e riedificarne uno nuovo. I lavori iniziarono nel 1747 e si conclusero all'inizio del secolo successivo.
Dal 1910 la basilica ha il rango di basilica minore.

## La struttura
La struttura della nuova chiesa, soggetta nei secoli seguenti ad opportuni interventi di restauro, è rimasta immutata fino ai nostri giorni: in stile neoclassico, a croce latina, essa si contraddistingue per l'eleganza delle sue linee decorative e per la sua maestosità architettonica, ulteriormente amplificata dall'abbondanza di luce e dalla ricchezza dell'ornamento a stucchi. La facciata principale si presenta rivolta verso il mare, da cui la chiesa dista poche decine di metri. Nella parte inferiore della facciata si aprono quattro nicchie, nelle quali sono state allogate le statue degli evangelisti Luca, Marco, Matteo e Giovanni. A sinistra della facciata si erge il campanile: di stile neoclassico, è a pianta quadrangolare.
L'interno della chiesa viene suddiviso in tre navate da robusti pilatri, quattro per ogni lato, decorato con lesene e capitelli di stile composito e rivestiti di marmo. Dell'antico tempio restano evidenti due absidi, mutili, all'esterno della presenza basilica.
La zona sottostante il presbiterio costituisce l'attuale cripta di Santa Trofimena, a cui si accede da due rampe di scale ricurve situate rispettivamente ai lati estremi del presbiterio stesso. La cripta rappresenta un esempio di nitido stile barocco ed è lunga 13,60 m e larga 8, 50 m. Sotto l'altare vi è un'urna di marmo che conserva i resti mortali della Santa. La cripta è quindi il centro convergente della vita spiriturale e della religiosità minorese.

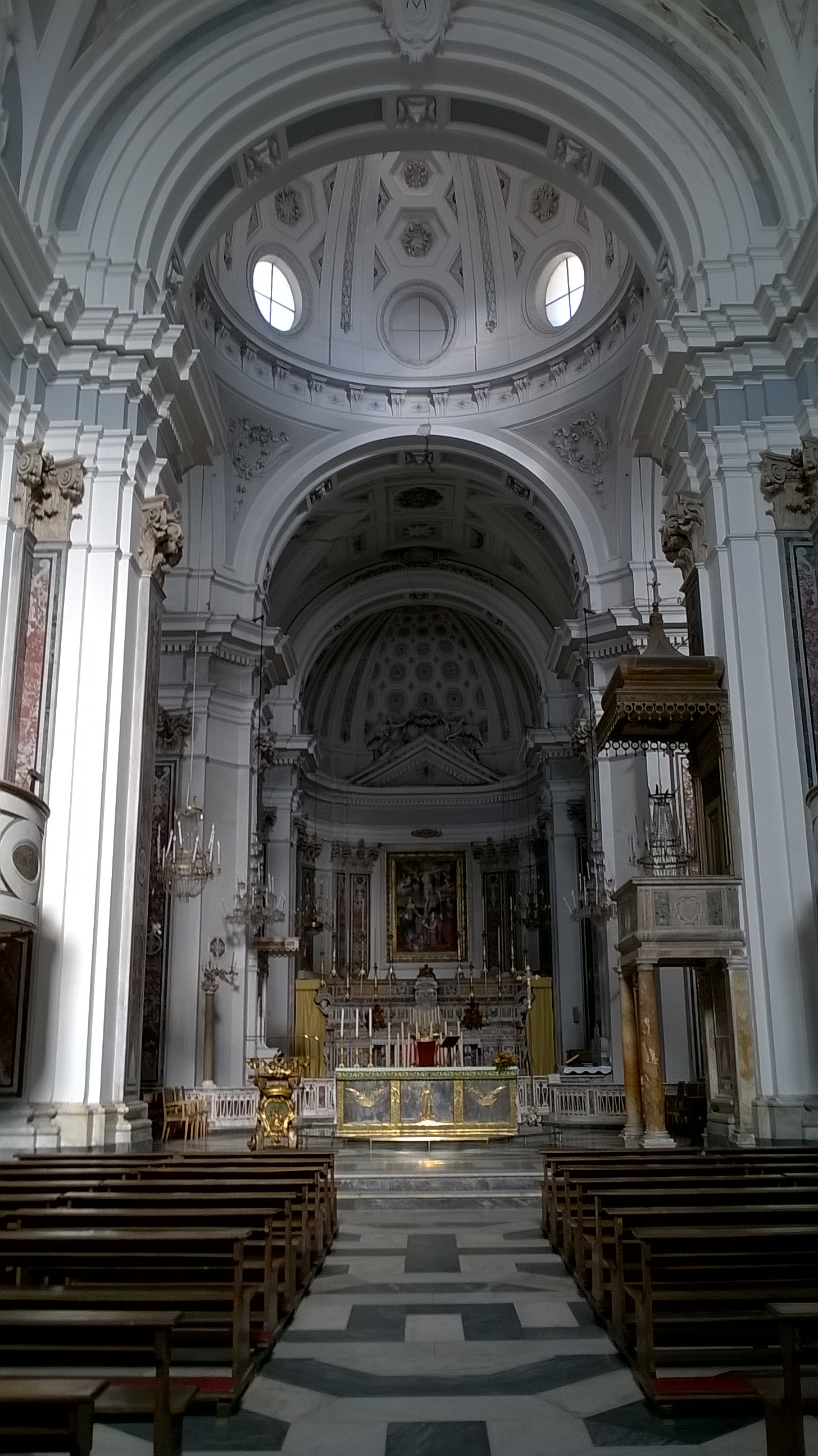
Interno della basilica
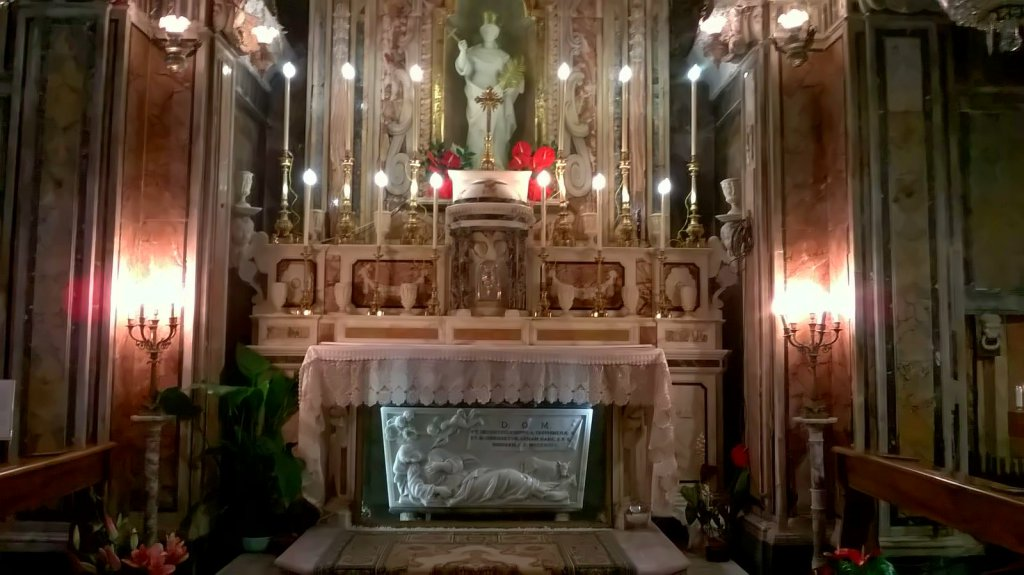
La cripta